# گائتانو پوزیلو
گائتانو پوزیلو (انگلیسی: Gaetano Poziello؛ زادهٔ ۲۸ مارس ۱۹۷۵) بازیکن فوتبال اهل ایتالیا است.